# Rattiszell
Rattiszell är en kommun och ort i Landkreis Straubing-Bogen i Regierungsbezirk Niederbayern i förbundslandet Bayern i Tyskland.
Kommunen ingår i kommunalförbundet Stallwang tillsammans med kommunerna Loitzendorf och Stallwang.